# Best of Chris Isaak
Best of Chris Isaak es un álbum de grandes éxitos del cantautor estadounidense Chris Isaak. Fue publicado el 9 de mayo de 2006 a través del sello discográfico Reprise. Dentro de la colección de 18 canciones, hay tres nuevas piezas: «King Without a Castle», «Let's Have a Party» y el cover «I Want You to Want Me» de Cheap Trick.
En su semana debut, el álbum obtuvo ventas de 21 000 copias, ingresando en la posición #54 del Billboard 200. Un registro posterior por Nielsen SoundScan, esto en agosto del mismo año, registra ventas de 118 000 copias en suelo estadounidense.

## Lista de canciones
| N.º      | Título                            | Duración |  |
| 1.       | «San Francisco Days»              | 2:59     |  |
| 2.       | «Somebody's Crying»               | 2:47     |  |
| 3.       | «Wicked Game»                     | 4:46     |  |
| 4.       | «Baby Did a Bad, Bad Thing»       | 2:56     |  |
| 5.       | «Let Me Down Easy»                | 4:05     |  |
| 6.       | «Two Hearts»                      | 3:34     |  |
| 7.       | «King Without a Castle»           | 3:06     |  |
| 8.       | «Only the Lonely»                 | 2:53     |  |
| 9.       | «Speak of the Devil»              | 3:30     |  |
| 10.      | «Blue Spanish Sky»                | 3:57     |  |
| 11.      | «You Owe Me Some Kind of Love»    | 3:47     |  |
| 12.      | «Can't Do a Thing (to Stop Me)»   | 3:37     |  |
| 13.      | «Let's Have a Party»              | 3:27     |  |
| 14.      | «Dancin'»                         | 3:45     |  |
| 15.      | «Blue Hotel»                      | 3:12     |  |
| 16.      | «Please»                          | 3:36     |  |
| 17.      | «I Want You to Want Me»           | 3:21     |  |
| 18.      | «Forever Blue (Acoustic Version)» | 2:38     |  |
| 01:01:56 |                                   |          |  |

## Posicionamiento en listas
| Listas (2006)                       | Mejor posición |
| ----------------------------------- | -------------- |
| Alemania (Offizielle Top 100)       | 44             |
| Australia (ARIA Charts)             | 1              |
| Bélgica (Ultratop Flanders)         | 93             |
| Bélgica (Ultratop Wallonia)         | 28             |
| Dinamarca (Hitlisten)               | 33             |
| Escocia (Scottish Albums)           | 74             |
| Estados Unidos (Billboard 200)      | 54             |
| Finlandia (Suomen virallinen lista) | 31             |
| Noruega (VG-lista)                  | 27             |
| Nueva Zelanda (RIANZ)               | 2              |
| Reino Unido (UK Albums)             | 65             |
| Suiza (Schweizer Hitparade)         | 86             |

## Certificaciones
| País (Certificador) | Certificación | Ventas certificadas |
| --- | ------------- | ------------------- |
| Australia (ARIA) | 3× Platino    | 210 000*            |
| Francia (SNEP) | Oro           | 75 000*             |
| ^cifras de envíos basadas únicamente en la certificación xcifras no especificadas basadas únicamente en la certificación |               |                     |